# Johann August Grunert
Johann August Grunert, född 7 februari 1797 i Halle an der Saale, död 7 juni 1872 i Greifswald, var en tysk matematiker.
Grunert, som var professor i matematik i Greifswald, författade ett stort antal matematiska arbeten, bland annat en del läroböcker, som utgavs i många upplagor. Han redigerade 1841-72 det av honom grundlagda "Archiv der Mathematik und Physik", vilket trycktes i Greifswald. Han invaldes som utländsk ledamot av svenska Vetenskapsakademien 1860.